# Joseph Gaspard
Joseph Gaspard, né le 29 juillet 1902 à Perpignan où il est mort le 1er janvier 1959, est un homme politique français membre du Parti radical-socialiste.

## Mandats
Sénateur
- 07/11/1948 - 18/05/1952 : sénateur des Pyrénées-Orientales
- 18/05/1952 - 08/06/1958 : sénateur des Pyrénées-Orientales
- 08/06/1958 - 01/01/1959 : sénateur des Pyrénées-Orientales

Conseiller municipal
- ....-.... : conseiller municipal de Perpignan

Conseiller général
- 1951-1959 : conseiller général des Pyrénées-Orientales (canton de Perpignan-Est)

## Source
- Ressource relative à la vie publique :   - Sénat